# Emil Páleš
Emil Páleš (* 24. ledna 1966 v Bratislavě) je slovenský vědec, filosof a představitel sofiologie, která usiluje o syntézu různých pramenů poznání (zjevení, rozumu a smyslové zkušenosti). Předmětem jeho výzkumu jsou psychologické, kulturní a přírodní vzorce tvořivosti a jejich časové zákonitosti v individuálních biografiích, ve světových dějinách a v evoluci přírody.

## Život a dílo
Vystudoval kybernetiku, vyučoval počítačovou lingvistiku na Katedře umělé inteligence Matematicko-fyzikální fakulty Univerzity Komenského v Bratislavě. V letech 1989–1994 vedl výzkumný grant Počítačový model slovenštiny na Jazykovědném ústavu Ľudovíta Štúra Slovenské akademie věd. Výsledkem byl první počítačový model slovanského jazyka, který modeloval jazyk jako celek a byl reálně implementován. V roce 1993 založil nadaci (později neziskovou organizaci) Sophia věnovanou integrálním studiím. V letech 1994–1999 redigoval stejnojmenný časopis Sophia s podtitulem Čtvrtletník pro uvedení duchovních hodnot do života.
Emil Páleš publikuje a přednáší doma i v zahraničí. V roce 2004 získal (spolu s profesorem Miroslavem Mikuleckým) cenu Zdeňka Kleina za nejlepší transdisciplinární práci v oblasti etologie člověka, kterou uděluje Karlova univerzita a Společnost integrálních věd. Ve stejném roce založil Školu angelologie. Od roku 2009 se pravidelně účastní České konference, na podzim 2011 vedl cyklus přednášek na Západočeské univerzitě v Plzni, a v roce 2013 vyučoval na Univerzitě Palackého v Olomouci. Několikrát byl hostem diskusních pořadů a komentátorem dokumentárních filmů Slovenské televize. Roku 2024 se účastnil košického VITALfestu s přednáškou  „Fénixův cyklus a smysl současnosti“.

## Angelologie dějin
Výsledky Pálešova bádání vychází postupně ve vícesvazkové monografii Angelologie dějin. Synchronicita a periodicita v dějinách. V roce 2004 vyšel první svazek doplněného druhého vydání v češtině, v roce 2012 druhý svazek, na třetím svazku se pracuje. Shrnutí některých myšlenek v kostce vyšlo pod názvem Sedm archandělů. Rytmy inspirace v dějinách kultury a přírody ve slovenštině, češtině, angličtině, němčině a připravuje se vydání v ruštině.
Pálešův výzkum dochází k závěru, že starověká nauka o andělech nebyla pouhou fantazií, ale předvědeckou formou poznání, jež mělo svůj reálný předmět. Angelologie byla epistemologií starověku. Popisovala vlny intuicí a inspirací v kolektivním podvědomí lidstva a cyklické zákonitosti jejich střídání. Navenek se projevují střídáním kulturních epoch, estetického cítění, náboženských kultů, filosofických intuicí, vědeckých paradigmat a politického uspořádání. Tyto intuice jsou intersubjektivně prožívány jako psychologická realita. Zda jsou zapříčiněny duchovními bytostmi nebo nějakým hmotným faktorem, zůstává otevřeno a je potřebné zkoumat obě hypotézy.
Odborná komunita zatím nedospěla ke konsenzu, pokud jde o hlavní hypotézu angelologie dějin. Páleš píše: „Řada predikcí a retrodikcí z ní plynoucích však byla potvrzena nezávislými pracemi renomovaných světových expertů (například prof. Halbergem, ale myslí se tím 700 statistických souborů dat, které sestavovali nezávislí odborníci, a ty jsou obsahem celé knihy. Jsou to všechny grafy na konci kapitol a všechny tabulky se statistickými výsledky) včetně samotných oponentů angelologie.“

## Kritika
V roce 2008 udělil Český klub skeptiků Sisyfos Pálešovi bronzový Bludný balvan v kategorii jednotlivců za „objev andělů, nad nímž ‚odborní oponenti ztratili dech a církev je v rozpacích‘“.

## Publikace
- PÁLEŠ, Emil. Angelológia dejín. Paralelné a periodické javy v dejinách. Bratislava: Sophia, 2001. 645 s. Dostupné online. ISBN 80-968045-4-5. (slovensky)
- PÁLEŠ, Emil. Angelologie dějin. Synchronicita a periodicita v dějinách. Bratislava: Sophia, 2004. 480 s. Dostupné online. ISBN 80-968045-5-3.
- PÁLEŠ, Emil. Angelologie dějin 2. Synchronicita a periodicita v dějinách. Bratislava: Sophia, 2012. 552 s. Dostupné online. ISBN 978-80-970688-2-0. (česky, slovensky)
- PÁLEŠ, Emil. Sedm archandělů. Rytmy inspirace v dějinách kultury a přírody. Bratislava: Sophia, 2007. 144 s. Dostupné online. ISBN 978-80-968045-7-3. (slovensky, česky, německy, anglicky)
- PÁLEŠ, Emil. SAPFO. Parafrázovač slovenčiny. Počítačový nástroj na modelovanie v jazykovede. Bratislava: Veda, 1994. 308 s. Dostupné online. ISBN 80-224-0109-9. (slovensky)